# ASB Classic 1986
L'ASB Classic 1986 è stato un torneo di tennis giocato sull'erba. È stata la 1ª edizione dell'ASB Classic, che fa parte del Virginia Slims World Championship Series 1985. Si è giocato all'ASB Tennis Centre di Auckland in Nuova Zelanda, dal 9 al 15 dicembre 1985.

## Campionesse

### Singolare
Anne Hobbs  ha battuto in finale  Louise Field con il punteggio di 6–3, 6–1

### Doppio
Anne Hobbs /  Candy Reynolds hanno battuto in finale  Lea Antonoplis /  Adriana Villagran-Reami con il punteggio di 6–1, 6–3